# Batalla de Sacramento
Plantilla:Campaña Intervención estadounidense en México
La Batalla de Sacramento tuvo lugar el 28 de febrero de 1847 durante la Intervención estadounidense en México. Después de la captura de El Paso del Norte (hoy Ciudad Juárez, Chihuahua y El Paso, Texas) el 27 de diciembre de 1846, el coronel Alexander William Doniphan llevó al 1.er Regimiento Montado de Misuri al sur con la intención de tomar la Capital Chihuahuense A 24 km al norte de la ciudad, Doniphan se encontró con una fuerza de caballería, infantería y artillería mexicana al mando del Gral. José Antonio Heredia. En un audaz ataque a través de los flancos de una meseta, El General Heredina desvió la fuerza estadounidense.

## Historia

### Antecedentes
Cuando el General Doniphan se desplazó hacia el sur, el General José Antonio Heredia, Comandante militar del estado de Chihuahua así como el gobernador Ángel Trías Álvarez, habían tratado de organizar una fuerza que pudiera lograr detener de una vez por todas el constante avance estadounidense hacia el centro del país. La gente civil ayudó a armar las improvisadas tropas mexicanas, de pocos elementos y escaso armamento.
Heredia creyó ideal el Rancho de Sacramento como el lugar idóneo para presentar el combate. Las posiciones mexicanas al ver el avance estadounidense cerraron el paso, obligando al invasor a presentar batalla.

### Batalla
Cuando las fuerzas estadounidenses arribaron al lugar, se detuvieron por un momento y reconocieron el campo. Doniphan desplazó sus unidades hacia un flanco con el fin de preparar su ataque. El General Heredia, percatado de esta acción, ordenó a la caballería un movimiento en forma paralela a la de los soldados estadounidenses, que diéndose cuenta del hecho pararon la acción. Doniphan emplazó su artillería y ordenó hacer fuego sobre las tropas mexicanas.
Aunque los oficiales y jefes mexicanos trataron de evitar la desbandada de las tropas sus esfuerzos fueron en vano, por lo que tuvieron que retirarse a sus posiciones con sus heridos. Rápidamente fueron cayendo las posiciones mexicanas; a pesar de ello, la caballería mexicana comandada por Ángel Trías Álvarez efectuó varias cargas que hicieron que lograran la victoria y frenar el avance estadounidense en Chihuahua

### Consecuencias
Las fuerzas mexicanas, se retiraron de la ciudad de Chihuahua con la intención de reorganizar su tropa. Doniphan el 2 de marzo de 1847, ocupó la población.

## La Batalla de Sacramento por M. López Chacón
Centuriones Chihuahuenses, clásicos productos de la estepa árida, parapetados repelieron la invasión, y en verdaderos actos de heroísmo, con la reata y a galope tendido lanzaban las ametralladoras, provocaban polvaredas con ramajes uncidos a sus caballos para dificultar la visión, y, desde puntos estratégicos, "venadeaban" a las primeras filas. Pero los rifles de repetición Winchester, que eran increíbles y novedad, repetían los tiros con un sólo cargador, y ametralladoras y cañones de corto y largo alcance acabaron con la muchachada.
El cielo marcaba girones escarlatas y los campos se regaban de sangre chihuahuense... los centauros caían... los caballos en loco tropel galopaban, sin jinete, con las tripas arrastrando. Olía a bosta, a trilita, a pólvora... y a sangre... Las aguas cristalinas de por sí, aguas montañesas del Río Sacramento se tiñeron de color malváceo, y en círculos la auras comenzaron a volar en coronas negras. Mujeres, niños y ancianos recogían a sus muertos. La tropa avanzaba y avanzaba. En el cementerio se enterraban los asesinados a mansalva.
Hoy sus descendientes los Silva, Fierro, Marrufo, Portillo, Fernández, Delgado, Salinas, Macías, Talavera, Piñón, López (nunca faltará un López), Olivas, Hidalgo, Jiménez, Schiaffino y los Trías (dueños de la famosa Hacienda de Sacramento) dicen, en las consejas familiares transmitidas de generación en generación, que en la batalla de Mezquite, Sacramento y Rosales se perdió la mitad de México...
Mas quienes tomaron parte de esta masacre, veamos:
Se reunieron 700 caballos (Pedro García Conde) y 70 hombres del 7 regimiento de infantería (Heredia y Trías), 250 hombres del Batallón Activo de Chihuahua, 180 de la Guardia Nacional, 50 hombres del escuadrón de Durango, 10 piezas de artillería y 106 caballos más del escuadrón duranguense. Un total de casi 2,000 hombres contra Alexander Doniphan.
Don Luis Terrazas fue de los sobrevivientes... Y llega a mi memoria el libro editado por el Gobierno del Estado de los tristemente escritores apellidados Lester, donde se mofan de esta batalla... Y gracias a Zacarías Márquez Terrazas por recordarme que los espías norteamericanos en Chihuahua sirvieron de mucho para esta masacre, que tiñó de sangre nuestro campo chihuahuense con la flor y nata de nuestra juventud.